# Volksbank im Ostmünsterland
Die Volksbank im Ostmünsterland eG war eine Genossenschaftsbank im ostwestfälischen Harsewinkel im Kreis Gütersloh. Sie entstand durch die Fusion der Volksbank Harsewinkel eG mit der Volksbank Clarholz-Lette-Beelen eG im Jahr 2012. Im Jahre 2019 fusionierte die Bank mit der Volksbank eG, Warendorf.

## Geschichte

### Volksbank Harsewinkel eG

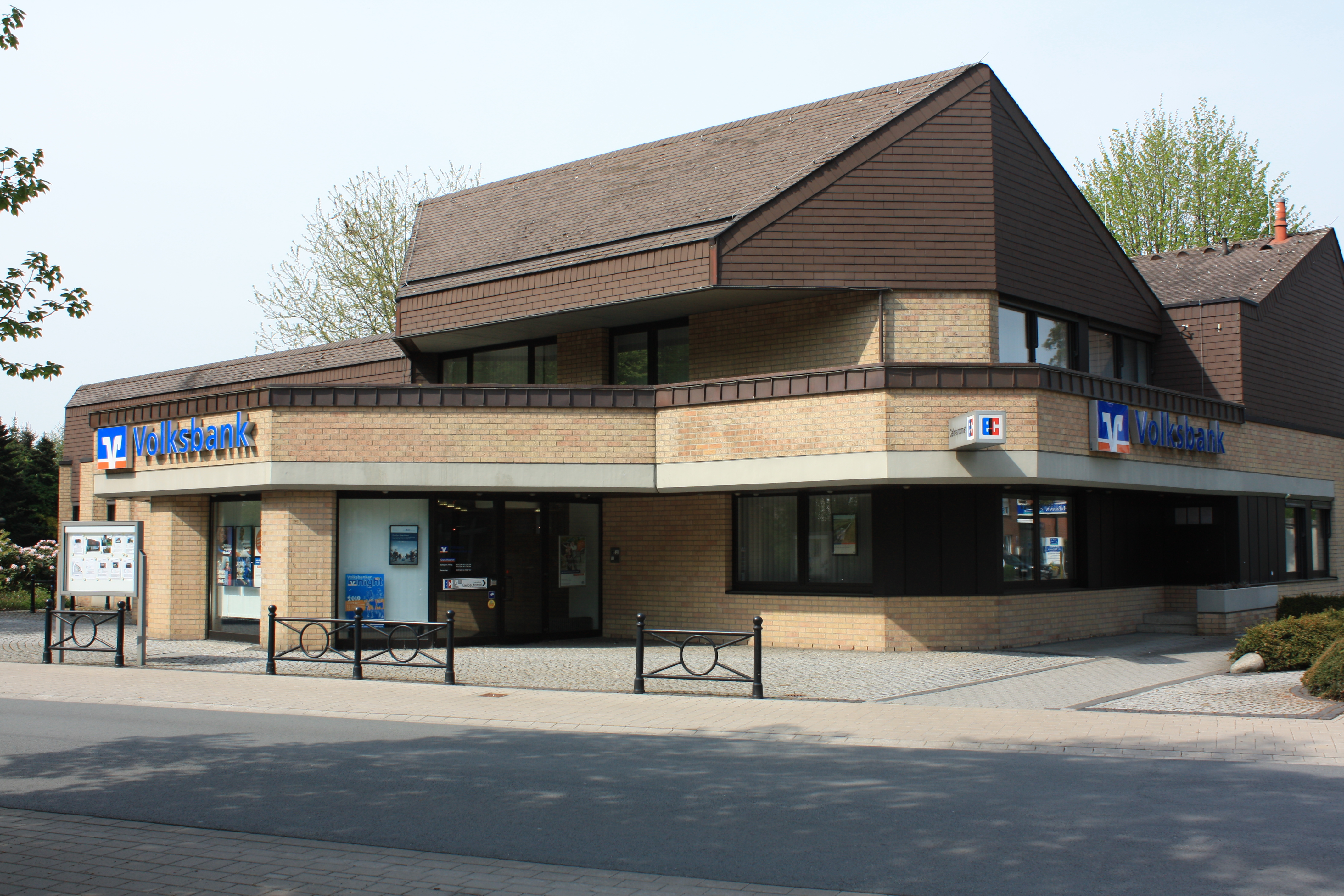
Filiale in Marienfeld

1982 fusionierte die Spar- und Darlehnskasse Greffen mit der Volksbank Harsewinkel. Die frühere Volksbank Harsewinkel eG fusionierte im Jahr 2007 mit der 1897 gegründeten Volksbank Marienfeld eG.

### Volksbank Clarholz-Lette-Beelen eG
Die Volksbank Clarholz-Lette-Beelen eG war ein Zusammenschluss zweier ehemals selbstständiger Genossenschaftsbanken in den Orten Clarholz, Kreis Gütersloh und Lette einerseits und Beelen, Kreis Warendorf andererseits. Lette hatte keine eigene Genossenschaftsbank, sondern hat sich frühzeitig zur am 1. November 1903 gegründeten Spar- und Darlehnskasse Clarholz orientiert. Die Umbenennung von Spar- und Darlehnskasse Clarholz-Lette in Volksbank Clarholz-Lette erfolgte 1980.

### Volksbank im Ostmünsterland eG
Zum 1. Januar 2012 erfolgte die Fusion der Volksbank Harsewinkel eG mit der Volksbank Clarholz-Lette-Beelen eG zur Volksbank im Ostmünsterland eG.